# 有機酸化還元反応
有機酸化還元反応（ゆうきさんかかんげんはんのう、organic redox reaction）は、有機化合物が起こす酸化還元反応である。多くの有機反応が酸化と還元という言葉を使っているが、実際には電気化学的な意味での電子移動は伴っていないため、一般的な酸化還元反応とは異なる。
酸化数の定義に従えば、個々の炭素原子の酸化数は以下のようになる。
- 酸化数 −4 - アルカン
- 酸化数 −2 - アルケン、アルコール、ハロゲン化アルキル、アミン
- 酸化数 0 - アルキン、ケトン、アルデヒド、ジェミナルジオール
- 酸化数 +2 - カルボン酸、アミド、クロロホルムなど
- 酸化数 +4 - 二酸化炭素、四塩化炭素

メタンは酸化されると二酸化炭素になり、酸化数は −4 から +4 に変わる。古典的な還元ではアルケンはアルカンになり、古典的酸化ではアルコールは二酸化マンガンによりアルデヒドとなる。酸化では電子は除去され、分子の電子密度は減少する。還元では、分子へ電子が付加し、分子の電子密度は増加する。有機酸化還元反応では、常に変換の対象となる有機化合物を中心として考える。例えば、ケトンは水素化アルミニウムリチウムによって還元され、同時に水素化アルミニウムリチウムはケトンによって酸化されるが、これは還元として扱う。多くの酸化には有機分子からの水素の除去が含まれ、還元では水素の付加が含まれる。
また、還元に分類される反応の多くは他の種類の反応としても分類される。例えば、水素化アルミニウムリチウムによるケトンからアルコールへの変換は還元と考えられるが、一方でヒドリドイオンは求核置換反応において求核剤として作用する。有機化学では、多くの酸化還元反応はフリーラジカルのカップリング反応を含む反応機構を持つ。
真の有機酸化還元化学は電気化学的有機合成（電気合成）にみることができる。例えば、電気化学電池中で行う有機反応にコルベ電解がある。
不均化反応では、反応物には酸化と還元の両方が起こり、2種類の化合物が生成する。

## 有機還元反応
有機還元反応にはいくつかの反応機構が存在する。
- バーチ還元のような一電子還元による直接電子移動。
- ヒドリド移動による還元。例えば水素化アルミニウムリチウムやメールワイン・ポンドルフ・バーレー還元などのヒドリド還元。
- リンドラー触媒やアドキンス触媒、あるいはローゼンムント還元による接触還元。
- カニッツァーロ反応のような不均化。

その他の機構による還元としてウォルフ・キッシュナー還元がある。

## 有機酸化反応
有機酸化反応にはいくつかの反応機構が存在する。
- 一電子移動。
- クロム酸や二酸化マンガンを使った、無機酸エステル中間体を経由する酸化。
- フリーラジカルハロゲン化による水素移動。
- 酸素による酸化（燃焼）。
- オゾン酸化や過酸化物による酸化。
- 脱離反応を伴う酸化。スワーン酸化、コルンブルーム酸化、2-ヨードキシ安息香酸やデス・マーチン酸化のような試薬による酸化など。
- ニトロソラジカルフレミー塩やTEMPOによる酸化。